# Dziedziczenie biedy

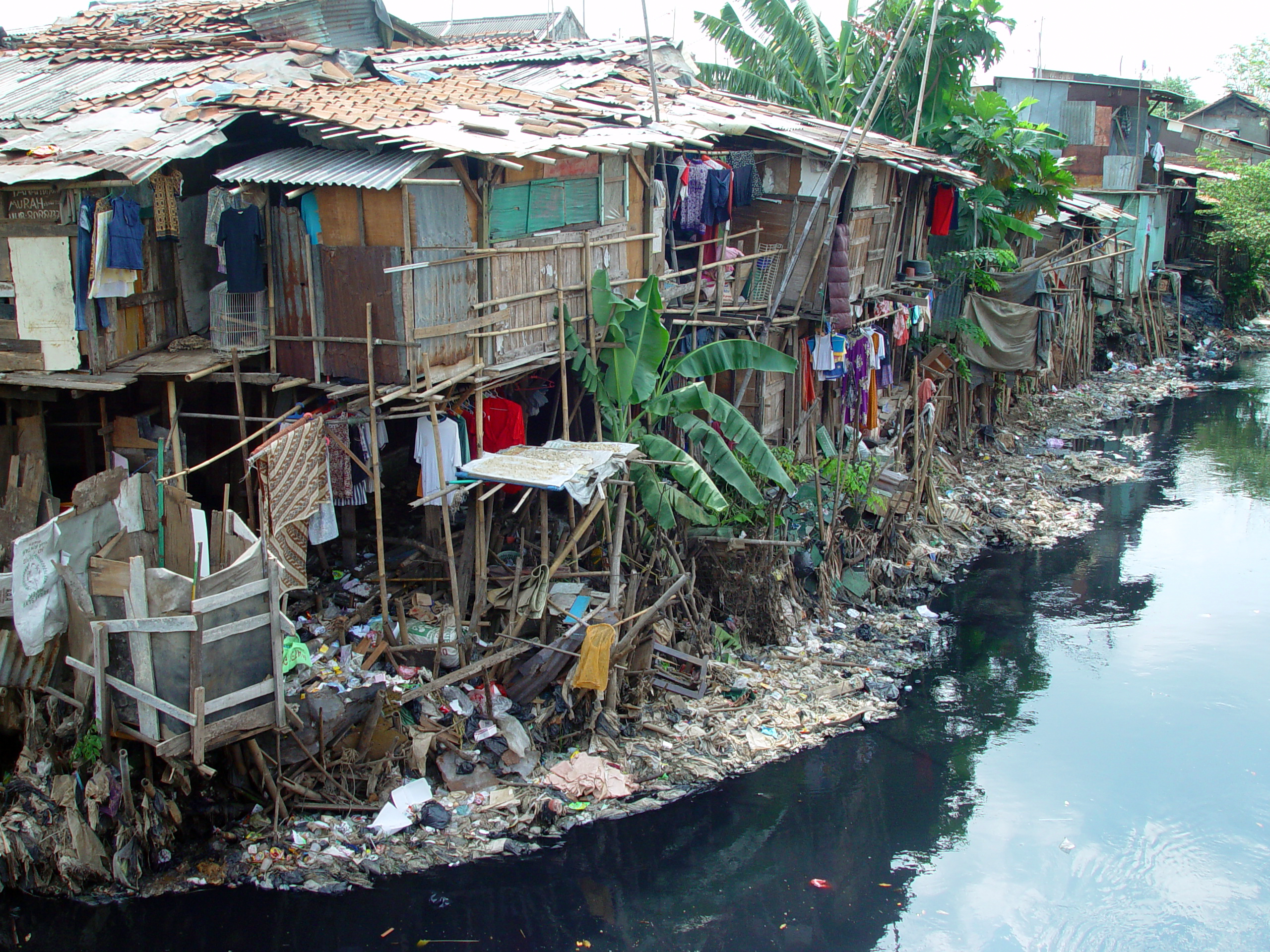
Zamieszkiwanie w slumsach lub enklawach biedy to jeden z czynników mających wpływ na dziedziczenie biedy

Dziedziczenie biedy (także: dziedziczenie ubóstwa) – proces społeczny polegający na przenoszeniu stanów biedy i niedostatku z jednej generacji na następną w okresie jej dorosłości i mogący skutkować biedą w dzieciństwie kolejnego pokolenia, które, gdy dorośnie, z dużym prawdopodobieństwem nadal powielać będzie odziedziczone problemy związane z niedostatkiem. Jako utrwalona kondycja osób i rodzin jest to proces wyjątkowo niebezpieczny i trudny do przezwyciężenia. Pozostaje on też najbardziej uporczywą i najtrudniejszą do zwalczenia postacią ubóstwa.

## Charakterystyka problemu
Dziedziczenie biedy, mimo nazwy, nie jest efektem uwarunkowań biologicznych, ale przede wszystkim rezultatem oddziaływania czynników środowiskowych, związanych np. z zamieszkiwaniem w enklawach biedy. Doświadczanie biedy w okresie dzieciństwa i młodości warunkuje częstokroć ograniczony dostęp do instytucji i zasobów, zapewniających w okresie dorosłości właściwy status ekonomiczny, umożliwiający zaspokajanie potrzeb własnych i rodziny, w tym kolejnego pokolenia. Nie chodzi wyłącznie o zasoby materialne lub finansowe, ale też o kapitał kulturowy i socjalny. W tym kontekście dzieciństwu, jako najbardziej formującej przyszłe postawy fazie życia, przypisuje się zasadnicze znaczenie w międzygeneracyjnej transmisji niedostatku, a skuteczna interwencja w tym okresie może doprowadzić do wyrwania się z kręgu dziedziczenia biedy.
Proces dziedziczenia biedy jest rezultatem oddziaływania między sobą następujących czynników:
- wielorakiego wyposażenia otrzymanego od rodziców bądź opiekunów (biologicznego, kulturowego, społecznego i ekonomicznego),
- interwencji zewnętrznej ze strony osób i instytucji, np. szkolnych, wychowawczych lub pomocy społecznej,
- odporności dziecka na oddziaływania środowiskowe[1].

Proces ten jest wzmacniany poprzez najbliższe otoczenie społeczne, zwłaszcza w enklawach biedy, gdzie w dużym stopniu wzorcami osobowymi są jednostki o niskim statusie społecznym, niewielkich aspiracjach co do zmiany swojej sytuacji oraz o niskich kompetencjach interpersonalnych. Również dobór partnerów, ograniczony w enklawach biedy do najbliższego otoczenia, powoduje częstokroć powielanie niekorzystnych zachowań i sposobów postępowania w następnych pokoleniach, co prowadzi w ostateczności do odziedziczenia stanów niedostatku. Dziedziczenie biedy powoduje bierność w zakresie podejmowania wysiłków co do zmiany swojej sytuacji oraz wiąże się z brakiem wiary w możliwą lepszą przyszłość.
Wczesna, niejednokrotnie w dzieciństwie rozpoczynana praca zarobkowa (prosta, dorywcza) i absorbujące dużo czasu obowiązki domowe (np. wczesne posiadanie dzieci), wypierając naukę, sprzyjają dziedziczeniu sposobu życia opartego na niewykwalifikowanej pracy o dużej prostocie. Poziom aspiracji zamyka się w takich rodzinach na ukończeniu szkoły podstawowej lub ewentualnie zawodowej. W szczególnie trudnej sytuacji pozostają tu dzieci niepełnosprawne, na których leczenie lub rehabilitację całkowicie brak środków, lub z rodzin dotkniętych różnego rodzaju patologiami, np. alkoholizmem, gdzie nie istnieje nawet symboliczne wsparcie ze strony rodziców.
Istotnym elementem procesu dziedziczenia biedy jest jego znaczna feminizacja. Młode kobiety, wcześnie uwikłane w negatywnie kończące się lub niepewne związki, szybko zachodzą w ciąże i rodzą dzieci (jedno lub więcej), które potem często samotnie wychowują, uwiązując je do rodzinnej miejscowości lub kwartału ulic. Młodzi mężczyźni są bardziej mobilni i łatwiej znajdują, choćby tymczasowe, zatrudnienie w prostych zawodach, opuszczając rodzinne miejscowości w łatwiejszy sposób.

## Zapobieganie

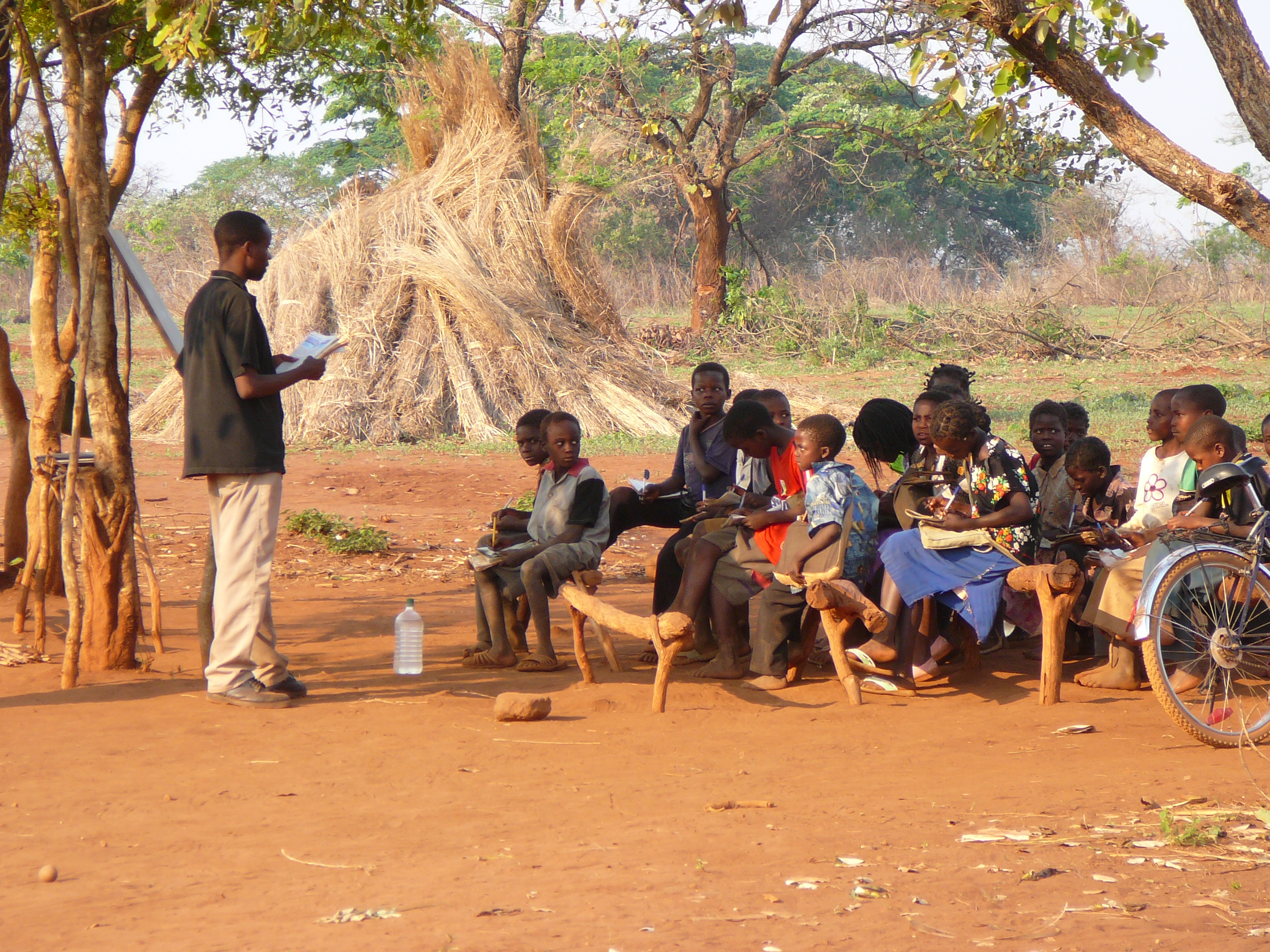
Edukacja – jedno z remediów na dziedziczenie biedy

Głównym narzędziem likwidacji procesu dziedziczenia biedy jest skuteczna polityka społeczna państwa realizowana głównie poprzez pomoc świadczoną dzieciom i młodzieży z rodzin ubogich, w tym zwłaszcza wyrównywanie ich szans edukacyjnych. Brak zainteresowania ze strony instytucji sprzyja natomiast utrwalaniu się dziedziczenia bezrobocia, wyuczonej bezradności i ubóstwa, tworząc np. kategorię młodzieży przegranej na starcie. Według prof. Wielisławy Warzywody-Kruszyńskiej, dyrektorki Instytutu Socjologii Uniwersytetu Łódzkiego, koniecznym warunkiem walki z dziedziczeniem biedy jest budowanie lokalnego partnerstwa oraz zaakceptowanie przez miejscowe środowisko polityczne istnienia takiego problemu. Według Warzywody-Kruszyńskiej dostrzeganiu problemu nędzy i jej dziedziczenia nie sprzyja propagowana od lat przez niektóre środowiska ideologia neoliberalna, zgodnie z którą każdy jest kowalem swego losu, a w biedzie znalazł się najprawdopodobniej z własnej winy. Tego rodzaju neoliberalne uproszczenia uderzają też w dzieci, które postrzegane są jako pozbawione przyszłości obdartusy, na które nie warto przeznaczać środków. Problem dziedziczenia biedy winien być umieszczany w strategiach rozwojowych miejscowości i wokół niego powinny się koncentrować wielowymiarowe działania poszczególnych partnerów z każdego sektora (urzędy, organizacje pozarządowe, duchowni, osoby prywatne, przedsiębiorstwa).
Przykładem podejścia niektórych samorządów do problemu dziedziczenia biedy jest zapis w strategii rozwiązywania problemów społecznych jednej z polskich gmin: Zjawisko to występuje w Gminie w 25% rodzin. Na 949 rodzin dotkniętych ubóstwem, w około 237 rodzinach występuje proces dziedziczenia biedy. Rodziny te z reguły odznaczają się niskim poziomem wykształcenia, oraz brakiem zaradności życiowej. Obserwujemy tu wielopokoleniowe (drugie pokolenie) dziedziczenie wzorców biedy. Są to rodziny, które system pomocy społecznej traktują jako należące im się stałe źródło dochodu dość często przekazują wzorce zachowań swoim dzieciom. Bycie podopiecznym GOPS, czy bezrobotnym jest traktowane przez następne pokolenie jako korzystne i wygodne rozwiązanie na życie.

## Badania naukowe
Komisja Europejska zainicjowała badania nad dziedziczeniem biedy, które przeprowadzono w latach 2004-2007. Jednym z celów było ustalenie, jak poszczególne kraje rodzą sobie z tym zjawiskiem i które z działań mogą zostać upowszechnione. W Europie Środkowej badania koordynował Instytut Socjologii Uniwersytetu Łódzkiego. Badania wykazały, że wśród ośmiu analizowanych krajów najtrudniej dziedziczyło się biedę w Finlandii i w Niemczech, a najłatwiej we Włoszech, Polsce i Wielkiej Brytanii.